# Iñaki Elejalde
Iñaki Elejalde Rodríguez (Madrid, 20 de enero de 1999) es un futbolista español que juega como delantero centro o extremo izquierdo. Actualmente juega en el Antequera C. F. de la Primera Federación.

## Trayectoria
Nacido en Madrid y de padre vasco, Iñaki se incorpora a la cantera del Real Madrid en 2014 procedente del Alcobendas C. F.. Abandonó el club en 2017, firmando al poco tiempo por el Deportivo Alavés para jugar en su filial. Tras dos temporadas, se marchó al filial de la U. D. Las Palmas el 5 de octubre de 2020 en la Segunda División B.
Debutó con el primer equipo el 6 de marzo de 2021 entrando como suplente en la segunda mitad en un empate por 1-1 frente al Rayo Vallecano en Segunda División. Tras dos campañas en el filial de la U. D. Las Palmas, ascendió al primer equipo en Segunda División para la temporada 2022-23. Sin embargo el 26 de agosto de 2022 rescindió su contrato, quedando libre para fichar por el Algeciras C. F. de la Primera Federación por una temporada.
Tras una temporada en Algeciras, en julio de 2023 fichó por la A. D. Mérida en Primera Federación. En junio de 2024 se marchó al Antequera C. F., igualmente en Primera Federación.

## Clubes
Actualizado al último partido disputado el 25 de mayo de 2024.
| Club                      | País   | Año       | Partidos | Goles |
| ------------------------- | ------ | --------- | -------- | ----- |
| Deportivo Alavés "B"      | España | 2018-2020 | 56       | 8     |
| U. D. Las Palmas Atlético | España | 2020-2022 | 55       | 12    |
| U. D. Las Palmas          | España | 2021-2022 | 1        | 0     |
| Algeciras C. F.           | España | 2022-2023 | 35       | 5     |
| A. D. Mérida              | España | 2023-2024 | 19       | 4     |
| Antequera C. F.           | España | 2024-     |          |       |